# 로만 미티우코브
로만 미티우코브(이탈리아어: Roman Mityukov, 2000년 7월 30일~)는 스위스의 수영 선수이다. 2020년 하계 올림픽과 2024년 하계 올림픽에 참가했으며 2024년 올림픽에서 남자 배영 200m 동메달을 획득했다. 또한 세계 선수권 대회에서 은메달 1개, 동메달 1개, 유럽 선수권 대회에서 동메달 2개를 획득했다.